# Gigantochloa baliana
Gigantochloa baliana är en gräsart som beskrevs av Elizabeth A. Widjaja och Astuti. Gigantochloa baliana ingår i släktet Gigantochloa och familjen gräs. Inga underarter finns listade i Catalogue of Life.